# Александро-Невський (Челябінська область)
Александро-Невський (рос. Александро-Невский) — селище у Нагайбацькому районі Челябінської області Російської Федерації.
Входить до складу муніципального утворення Балканське сільське поселення. Населення становить 179 осіб (2010).

## Історія
Згідно із законом від 9 липня 2004 року органом місцевого самоврядування є Балканське сільське поселення.

## Населення
| 2002 | 2010 |
| ---- | ---- |
| 251  | ↘179 |